# Сода Спрингс (Калифорнија)
Сода Спрингс (енгл. Soda Springs) насељено је место без административног статуса у америчкој савезној држави Калифорнија.

## Демографија
По попису из 2010. године број становника је 81.
| Група             | 2000.    | 2010.      |
| Белци             | 0 (0,0%) | 74 (91,4%) |
| Афроамериканци    | 0 (0,0%) | 0 (0,0%)   |
| Азијати           | 0 (0,0%) | 0 (0,0%)   |
| Хиспаноамериканци | 0 (0,0%) | 7 (8,6%)   |
| Укупно            | 0        | 81         |